# Divizia A 1982-1983
Sezonul 1982-1983 al Diviziei A a fost cea de-a 65-a ediție a Campionatului de Fotbal al României, și a 45-a de la introducerea sistemului divizionar. A început pe 7 august 1982 și s-a terminat pe 2 iulie 1983. Dinamo București a devenit campioană pentru a unsprezecea oară în istoria sa, extinzându-și recordul deținut la acea vreme de cele mai multe titluri obținute.

## Stadioane
| Steaua București           | Universitatea Craiova | Olt Scornicești | ASA Tîrgu Mureș         |
| -------------------------- | --- | --- | ----------------------- |
| Steaua                     | Central | Viitorul | 23 August (Târgu Mureș) |
| Capacitate: 32.000         | Capacitate: 37.000 | Capacitate: 30.000 | Capacitate: 15.000      |
|                            | | |                         |
| Dinamo București           | FCM Brașov | Argeș Pitești | CS Târgoviște           |
| Dinamo                     | Tineretului | 1 Mai (Pitești) | Municipal (Târgoviște)  |
| Capacitate: 15.032         | Capacitate: 10.000 | Capacitate: 17.500 | Capacitate: 10.000      |
|                            | | |                         |
| FC Constanța               | UniversitateaPoli TimișoaraCorvinulArgeșPoli IașiJiulBacăuPetrolulOltChimiaBrașovTârgovișteASABihorConstanțaBucureștiEchipele din București: · Dinamo · Sportul · SteauaDivizia A 1982-1983 (România) DinamoSteauaSportul Locația echipelor din București. | UniversitateaPoli TimișoaraCorvinulArgeșPoli IașiJiulBacăuPetrolulOltChimiaBrașovTârgovișteASABihorConstanțaBucureștiEchipele din București: · Dinamo · Sportul · SteauaDivizia A 1982-1983 (România) DinamoSteauaSportul Locația echipelor din București. | Politehnica Iași        |
| 1 Mai (Constanța)          | UniversitateaPoli TimișoaraCorvinulArgeșPoli IașiJiulBacăuPetrolulOltChimiaBrașovTârgovișteASABihorConstanțaBucureștiEchipele din București: · Dinamo · Sportul · SteauaDivizia A 1982-1983 (România) DinamoSteauaSportul Locația echipelor din București. | UniversitateaPoli TimișoaraCorvinulArgeșPoli IașiJiulBacăuPetrolulOltChimiaBrașovTârgovișteASABihorConstanțaBucureștiEchipele din București: · Dinamo · Sportul · SteauaDivizia A 1982-1983 (România) DinamoSteauaSportul Locația echipelor din București. | 23 August (Iași)        |
| Capacitate: 15.520         | UniversitateaPoli TimișoaraCorvinulArgeșPoli IașiJiulBacăuPetrolulOltChimiaBrașovTârgovișteASABihorConstanțaBucureștiEchipele din București: · Dinamo · Sportul · SteauaDivizia A 1982-1983 (România) DinamoSteauaSportul Locația echipelor din București. | UniversitateaPoli TimișoaraCorvinulArgeșPoli IașiJiulBacăuPetrolulOltChimiaBrașovTârgovișteASABihorConstanțaBucureștiEchipele din București: · Dinamo · Sportul · SteauaDivizia A 1982-1983 (România) DinamoSteauaSportul Locația echipelor din București. | Capacitate: 12.500      |
|                            | UniversitateaPoli TimișoaraCorvinulArgeșPoli IașiJiulBacăuPetrolulOltChimiaBrașovTârgovișteASABihorConstanțaBucureștiEchipele din București: · Dinamo · Sportul · SteauaDivizia A 1982-1983 (România) DinamoSteauaSportul Locația echipelor din București. | UniversitateaPoli TimișoaraCorvinulArgeșPoli IașiJiulBacăuPetrolulOltChimiaBrașovTârgovișteASABihorConstanțaBucureștiEchipele din București: · Dinamo · Sportul · SteauaDivizia A 1982-1983 (România) DinamoSteauaSportul Locația echipelor din București. |                         |
| Chimia Râmnicu Vâlcea      | UniversitateaPoli TimișoaraCorvinulArgeșPoli IașiJiulBacăuPetrolulOltChimiaBrașovTârgovișteASABihorConstanțaBucureștiEchipele din București: · Dinamo · Sportul · SteauaDivizia A 1982-1983 (România) DinamoSteauaSportul Locația echipelor din București. | UniversitateaPoli TimișoaraCorvinulArgeșPoli IașiJiulBacăuPetrolulOltChimiaBrașovTârgovișteASABihorConstanțaBucureștiEchipele din București: · Dinamo · Sportul · SteauaDivizia A 1982-1983 (România) DinamoSteauaSportul Locația echipelor din București. | Sportul Studențesc      |
| Municipal (Râmnicu Vâlcea) | UniversitateaPoli TimișoaraCorvinulArgeșPoli IașiJiulBacăuPetrolulOltChimiaBrașovTârgovișteASABihorConstanțaBucureștiEchipele din București: · Dinamo · Sportul · SteauaDivizia A 1982-1983 (România) DinamoSteauaSportul Locația echipelor din București. | UniversitateaPoli TimișoaraCorvinulArgeșPoli IașiJiulBacăuPetrolulOltChimiaBrașovTârgovișteASABihorConstanțaBucureștiEchipele din București: · Dinamo · Sportul · SteauaDivizia A 1982-1983 (România) DinamoSteauaSportul Locația echipelor din București. | Regie                   |
| Capacitate: 10.000         | UniversitateaPoli TimișoaraCorvinulArgeșPoli IașiJiulBacăuPetrolulOltChimiaBrașovTârgovișteASABihorConstanțaBucureștiEchipele din București: · Dinamo · Sportul · SteauaDivizia A 1982-1983 (România) DinamoSteauaSportul Locația echipelor din București. | UniversitateaPoli TimișoaraCorvinulArgeșPoli IașiJiulBacăuPetrolulOltChimiaBrașovTârgovișteASABihorConstanțaBucureștiEchipele din București: · Dinamo · Sportul · SteauaDivizia A 1982-1983 (România) DinamoSteauaSportul Locația echipelor din București. | Capacitate: 15.000      |
|                            | UniversitateaPoli TimișoaraCorvinulArgeșPoli IașiJiulBacăuPetrolulOltChimiaBrașovTârgovișteASABihorConstanțaBucureștiEchipele din București: · Dinamo · Sportul · SteauaDivizia A 1982-1983 (România) DinamoSteauaSportul Locația echipelor din București. | UniversitateaPoli TimișoaraCorvinulArgeșPoli IașiJiulBacăuPetrolulOltChimiaBrașovTârgovișteASABihorConstanțaBucureștiEchipele din București: · Dinamo · Sportul · SteauaDivizia A 1982-1983 (România) DinamoSteauaSportul Locația echipelor din București. |                         |
| SC Bacău                   | UniversitateaPoli TimișoaraCorvinulArgeșPoli IașiJiulBacăuPetrolulOltChimiaBrașovTârgovișteASABihorConstanțaBucureștiEchipele din București: · Dinamo · Sportul · SteauaDivizia A 1982-1983 (România) DinamoSteauaSportul Locația echipelor din București. | UniversitateaPoli TimișoaraCorvinulArgeșPoli IașiJiulBacăuPetrolulOltChimiaBrașovTârgovișteASABihorConstanțaBucureștiEchipele din București: · Dinamo · Sportul · SteauaDivizia A 1982-1983 (România) DinamoSteauaSportul Locația echipelor din București. | Petrolul Ploiești       |
| Municipal                  | UniversitateaPoli TimișoaraCorvinulArgeșPoli IașiJiulBacăuPetrolulOltChimiaBrașovTârgovișteASABihorConstanțaBucureștiEchipele din București: · Dinamo · Sportul · SteauaDivizia A 1982-1983 (România) DinamoSteauaSportul Locația echipelor din București. | UniversitateaPoli TimișoaraCorvinulArgeșPoli IașiJiulBacăuPetrolulOltChimiaBrașovTârgovișteASABihorConstanțaBucureștiEchipele din București: · Dinamo · Sportul · SteauaDivizia A 1982-1983 (România) DinamoSteauaSportul Locația echipelor din București. | Ilie Oană               |
| Capacitate: 17.500         | UniversitateaPoli TimișoaraCorvinulArgeșPoli IașiJiulBacăuPetrolulOltChimiaBrașovTârgovișteASABihorConstanțaBucureștiEchipele din București: · Dinamo · Sportul · SteauaDivizia A 1982-1983 (România) DinamoSteauaSportul Locația echipelor din București. | UniversitateaPoli TimișoaraCorvinulArgeșPoli IașiJiulBacăuPetrolulOltChimiaBrașovTârgovișteASABihorConstanțaBucureștiEchipele din București: · Dinamo · Sportul · SteauaDivizia A 1982-1983 (România) DinamoSteauaSportul Locația echipelor din București. | Capacitate: 20.000      |
|                            | UniversitateaPoli TimișoaraCorvinulArgeșPoli IașiJiulBacăuPetrolulOltChimiaBrașovTârgovișteASABihorConstanțaBucureștiEchipele din București: · Dinamo · Sportul · SteauaDivizia A 1982-1983 (România) DinamoSteauaSportul Locația echipelor din București. | UniversitateaPoli TimișoaraCorvinulArgeșPoli IașiJiulBacăuPetrolulOltChimiaBrașovTârgovișteASABihorConstanțaBucureștiEchipele din București: · Dinamo · Sportul · SteauaDivizia A 1982-1983 (România) DinamoSteauaSportul Locația echipelor din București. |                         |
| Politehnica Timișoara      | Bihor Oradea | Jiul Petroșani | Corvinul Hunedoara      |
| 1 Mai (Timișoara)          | Municipal (Oradea) | Jiul | Corvinul                |
| Capacitate: 40.000         | Capacitate: 22.500 | Capacitate: 30.000 | Capacitate: 17.500      |
|                            | | |                         |

## Clasament
| Loc | Echipă                    | Pct. | MJ | V  | E  | Î  | GM | GP | DG  | Calificare sau retrogradare          |
| --- | ------------------------- | ---- | -- | -- | -- | -- | -- | -- | --- | ------------------------------------ |
| 1.  | Dinamo (C)                | 49   | 34 | 17 | 15 | 2  | 62 | 25 | +37 | Cupa Campionilor 1983-84 Prima rundă |
| 2.  | Universitatea Craiova     | 46   | 34 | 20 | 6  | 8  | 66 | 29 | +37 | Cupa UEFA 1983-84 Prima rundă        |
| 3.  | Sportul Studențesc        | 44   | 34 | 18 | 8  | 8  | 48 | 29 | +19 | Cupa UEFA 1983-84 Prima rundă        |
| 4.  | Argeș Pitești             | 40   | 34 | 17 | 6  | 11 | 50 | 37 | +13 | Cupa Balcanică 1983-84               |
| 5.  | Steaua București          | 38   | 34 | 14 | 10 | 10 | 47 | 41 | +6  |                                      |
| 6.  | Corvinul                  | 34   | 34 | 13 | 8  | 13 | 46 | 38 | +8  |                                      |
| 7.  | Scornicești               | 33   | 34 | 14 | 5  | 15 | 47 | 36 | +11 |                                      |
| 8.  | ASA Tîrgu Mureș           | 33   | 34 | 13 | 7  | 14 | 41 | 42 | −1  |                                      |
| 9.  | Jiul Petroșani            | 33   | 34 | 12 | 9  | 13 | 35 | 43 | −8  |                                      |
| 10. | Poli Iași                 | 32   | 34 | 11 | 10 | 13 | 37 | 40 | −3  |                                      |
| 11. | FC Bihor                  | 32   | 34 | 12 | 8  | 14 | 56 | 62 | −6  |                                      |
| 12. | Petrolul Ploiești         | 32   | 34 | 14 | 4  | 16 | 38 | 55 | −17 |                                      |
| 13. | SC Bacău                  | 31   | 34 | 12 | 7  | 15 | 43 | 47 | −4  |                                      |
| 14. | CS Târgoviște             | 31   | 34 | 10 | 11 | 13 | 36 | 44 | −8  |                                      |
| 15. | Chimia R Vâlcea           | 31   | 34 | 12 | 7  | 15 | 33 | 43 | −10 |                                      |
| 16. | FCM Brașov (R)            | 29   | 34 | 11 | 7  | 16 | 41 | 51 | −10 | Retrogradare în Divizia B 1983-1984  |
| 17. | Politehnica Timișoara (R) | 24   | 34 | 9  | 6  | 19 | 35 | 64 | −29 | Retrogradare în Divizia B 1983-1984  |
| 18. | Farul (R)                 | 20   | 34 | 7  | 6  | 21 | 30 | 65 | −35 | Retrogradare în Divizia B 1983-1984  |

1. ↑  În mod normal, în calitate de câștigătoare a Cupei României 1982-1983, Universitatea Craiova ar fi trebuit să participe în Cupa Cupelor 1983-1984, dar deoarece finala s-a disputat la o săptămână după încheierea perioadei de înscriere, acest lucru nu a mai fost posibil, astfel că Universitatea a participat în Cupa UEFA 1983-1984.

| Câștigătorii Diviziei A, ediția 1982/1983 |
| ----------------------------------------- |
| Dinamo București Al 11-lea Titlu          |

## Rezultate
| Oaspeți ► Gazde ▼                          | ASA | ARG | BAC | BHO | BRA | CON | COR | UCR | DIN | JIU | OLT | PET | PIA | RAM | SPO | STE | POL | TAR |
| ------------------------------------------ | --- | --- | --- | --- | --- | --- | --- | --- | --- | --- | --- | --- | --- | --- | --- | --- | --- | --- |
| ASA Târgu Mureș                            | —   | 3–1 | 1–1 | 2–2 | 3–0 | 2–0 | 3–0 | 1–0 | 1–1 | 4–0 | 1–0 | 2–0 | 0–0 | 3–0 | 0–0 | 4–0 | 1–0 | 2–0 |
| Argeș Pitești                              | 1–0 | —   | 3–0 | 2–0 | 2–0 | 4–0 | 0–0 | 1–0 | 1–0 | 4–0 | 2–1 | 1–1 | 1–0 | 1–1 | 1–2 | 2–1 | 3–1 | 2–0 |
| Bacău                                      | 2–0 | 5–2 | —   | 2–0 | 1–0 | 3–0 | 0–0 | 2–1 | 0–0 | 2–1 | 1–3 | 2–0 | 3–1 | 1–0 | 2–0 | 1–1 | 2–1 | 0–0 |
| Bihor Oradea                               | 4–1 | 3–2 | 2–0 | —   | 2–2 | 5–2 | 1–0 | 1–2 | 2–2 | 1–1 | 3–1 | 3–1 | 1–1 | 2–1 | 2–0 | 4–1 | 1–1 | 5–1 |
| Brașov                                     | 6–2 | 1–0 | 0–0 | 1–3 | —   | 1–0 | 1–0 | 0–0 | 0–1 | 3–0 | 1–0 | 5–1 | 1–2 | 1–1 | 1–1 | 1–1 | 4–0 | 2–1 |
| Constanța                                  | 1–1 | 3–0 | 1–0 | 4–1 | 4–2 | —   | 1–2 | 0–1 | 1–1 | 1–1 | 1–0 | 0–2 | 0–2 | 0–0 | 0–2 | 0–1 | 2–1 | 4–1 |
| Corvinul Hunedoara                         | 5–0 | 2–1 | 4–0 | 3–0 | 1–2 | 2–1 | —   | 0–0 | 1–1 | 2–0 | 1–0 | 3–0 | 5–2 | 2–0 | 1–2 | 1–3 | 3–0 | 2–1 |
| Universitatea Craiova                      | 4–0 | 1–0 | 2–0 | 5–3 | 3–0 | 5–0 | 3–1 | —   | 1–1 | 4–0 | 2–1 | 3–1 | 1–0 | 3–0 | 1–0 | 5–2 | 8–0 | 1–1 |
| Dinamo București                           | 2–1 | 2–0 | 3–1 | 3–1 | 3–1 | 3–0 | 2–0 | 1–1 | —   | 1–0 | 3–1 | 6–0 | 1–0 | 2–0 | 1–1 | 1–1 | 7–2 | 3–0 |
| Jiul Petroșani                             | 2–0 | 1–0 | 4–3 | 0–0 | 3–0 | 3–0 | 1–1 | 3–1 | 1–1 | —   | 1–0 | 2–0 | 0–0 | 2–1 | 0–0 | 2–1 | 2–0 | 4–1 |
| Olt Scornicești                            | 1–1 | 0–1 | 3–2 | 2–0 | 4–0 | 3–0 | 3–0 | 1–0 | 1–1 | 3–1 | —   | 5–0 | 1–0 | 4–1 | 1–2 | 2–1 | 2–0 | 0–0 |
| Petrolul Ploiești                          | 1–0 | 1–2 | 3–2 | 4–2 | 1–0 | 4–0 | 2–0 | 0–1 | 1–1 | 1–0 | 3–1 | —   | 2–0 | 2–1 | 0–1 | 1–0 | 2–0 | 1–0 |
| Politehnica Iași                           | 0–1 | 2–4 | 1–1 | 4–1 | 1–0 | 2–1 | 1–1 | 1–1 | 2–0 | 2–0 | 2–1 | 1–0 | —   | 0–1 | 2–1 | 1–1 | 3–0 | 2–2 |
| Chimia Râmnicu Vâlcea                      | 2–0 | 0–2 | 2–0 | 1–0 | 3–1 | 2–0 | 0–0 | 0–1 | 0–0 | 1–0 | 1–1 | 1–1 | 3–1 | —   | 3–2 | 2–1 | 2–0 | 1–0 |
| Sportul Studențesc București               | 3–1 | 2–2 | 1–0 | 4–1 | 2–0 | 1–1 | 1–1 | 1–0 | 0–3 | 0–0 | 2–0 | 2–1 | 3–0 | 1–0 | —   | 2–1 | 6–0 | 2–0 |
| Steaua București                           | 1–0 | 2–0 | 2–1 | 0–0 | 1–1 | 2–2 | 1–0 | 1–3 | 1–1 | 2–0 | 2–0 | 5–1 | 1–0 | 2–1 | 2–0 | —   | 3–0 | 1–1 |
| Politehnica Timișoara                      | 1–0 | 1–1 | 3–2 | 5–0 | 1–2 | 4–0 | 3–1 | 3–0 | 1–3 | 0–0 | 0–0 | 3–0 | 1–1 | 1–0 | 0–1 | 0–1 | —   | 1–0 |
| Târgoviște                                 | 1–0 | 1–1 | 2–1 | 1–0 | 3–1 | 1–0 | 2–1 | 3–2 | 1–1 | 3–0 | 0–1 | 0–0 | 0–0 | 6–1 | 1–0 | 1–1 | 1–1 | —   |
| Câștigă gazdele; Remiză; Câștigă oaspeții. |     |     |     |     |     |     |     |     |     |     |     |     |     |     |     |     |     |     |

## Golgheteri
- Petre Grosu -  Bihor Oradea - 20
- Sorin Cârțu -  Universitatea Craiova - 19
- Iulius Nemțeanu -  Politehnica Iași - 19
- Ionel Augustin -  Dinamo - 14
- Mircea Sandu -  Sportul Studențesc - 14
- Gavril Balint -  Steaua București - 10
- Ioan Petcu -  Corvinul - 9
- Alexandru Terheș -  Sportul Studențesc - 6
- Florea Dumitrache -  Corvinul - 5